# Residència Sant Josep (Mataró)
La Residència Sant Josep és un edifici del municipi de Mataró (Maresme) que forma part de l'Inventari del Patrimoni Arquitectònic de Catalunya.

## Descripció
És un edifici que confronta amb l'antiga Creu Roja i l'antic convent de Carmelites, ara parròquia de Sant Josep. Forma part de l'espai de beneficència que a principis de segle XX s'ubicarà a la ciutat. L'edifici, propietat de l'Ajuntament, és d'estil noucentista, construït el 1912 amb elements de caràcter modernista. Cal destacar les finestretes superiors i la tribuna de l'entrada, que li donen una certa similitud amb l'edifici del costat, de Puig i Cadafalch (Creu Roja). Malgrat tot, la concepció de l'estructura de la casa respon a una línia molt més racional, funcional i institucionalitzada. Segons el Catàleg de Patrimoni, on queda inclosa, queden protegides la façana i els volums, essent els interiors susceptibles de canvi.

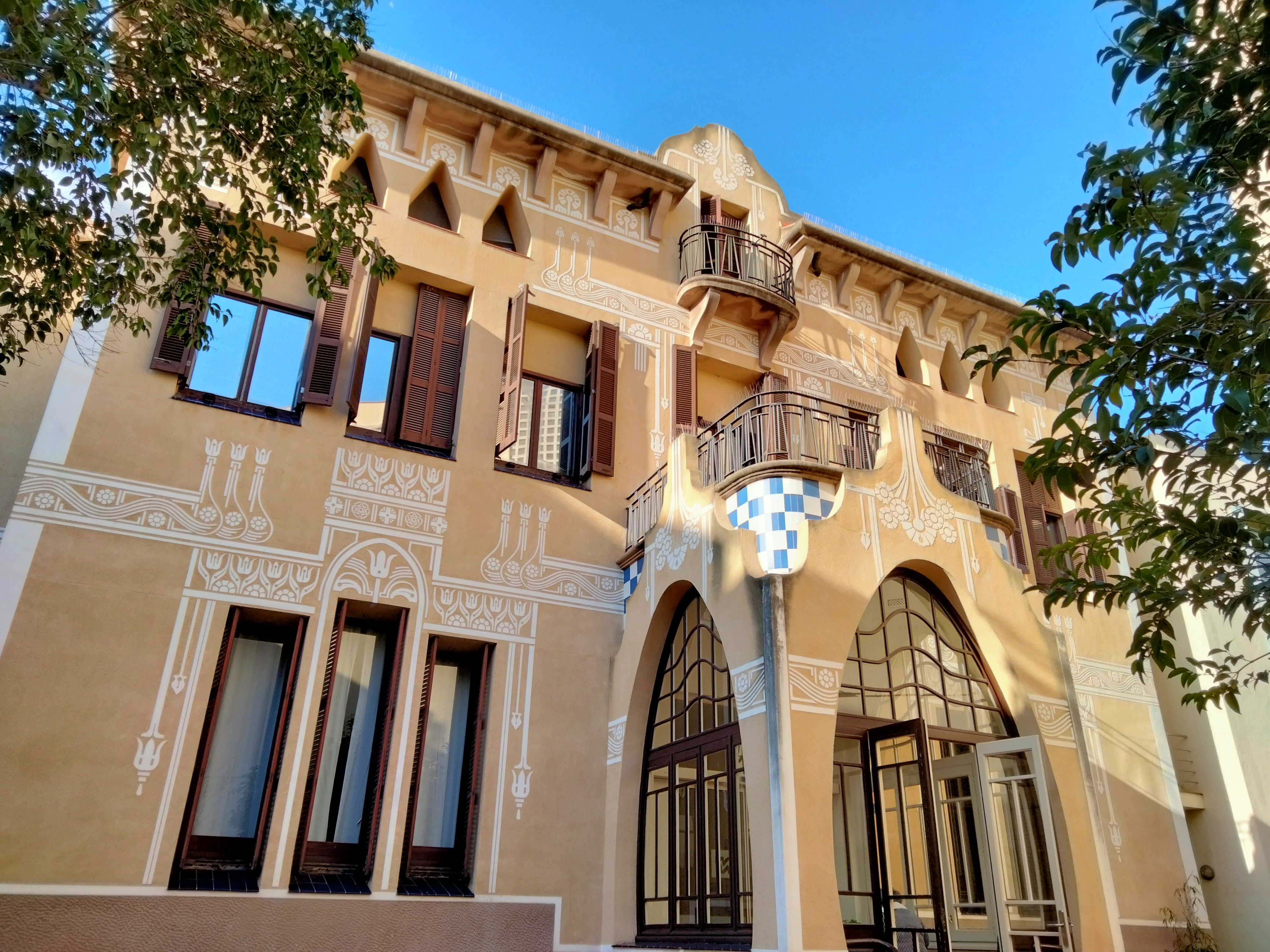
Façana sud, amb tribuna d'arcs parabòlics

### Esgrafiats
De nova creació a les façanes, dissenyats i realitzats per l'artista mataroní Joan Baptista Parés i Gomis a principis de 1988 amb motiu de les obres de reforma de l'interior i exterior de l'edifici. Els esgrafiats ocupen aproximadament 600 m de dibuix. Quan se li encarregà el projecte, en Parés va fer 4 avantprojectes, un modernisme moderat, un de florit, un noucentista i un de simple. L'arquitecte Martí Coll va triar el primer, el modernisme més florit.
Els motius són bàsicament flors i ones del mar, que es poden apreciar a les sanefes que volten l'edifici. A la façana de ponent destaca l'escut de Catalunya i la vara de Sant Josep, ja que la beneficència encara depèn de la parròquia.

## Història
Igual que l'edifici annex al convent, l'emplaçament de la beneficència municipal i l'asil de gent gran fou concedit a l'ajuntament l'any 1942. L'origen de l'asil és degut a una disposició del Capità General del Principat, l'any 1836, manant a totes les poblacions recollir tots els ancians i pobres i donar-los alberg.
Les dependències municipals resultaren insuficients, ja que al mateix lloc hi havia una escola primària per a nenes pobres, i se'n construí l'actual beneficència municipal de Sant Josep, l'any 1912, amb entrada per la muralla de Sant Llorenç.